# Botryopteris
Botryopteris è un genere di pteridofite fossili, presente sulla Terra nel Carbonifero e nel Permiano. La specie più conosciuta è la Botryopteris forensis dello Stefaniano (Carbonifero superiore); la più semplice per struttura, è la Botryopteris antiqua del Carbonifero inferiore.
Altre specie appartenenti al genere Botryopteris sono:
- Botryopteris tridentata.[4]
- Botryopteris ramosa
- Botryopteris cylindrica
- Botryopteris americana
- Botryopteris anriaua
- Botryopteris hirsuta[5]
- Botryopteris globosa
- Botryopteris mexicana[6]
- Botryopteris dichotoma[7]
- Botryopteris mucilaginosa[8]
- Botryopteris scottii[9]

Le piante dell'ordine Inversicatenales, a cui il genere Botryopteris appartiene, sono piante di cui sono rimasti resti fossili non completi.